# Mansur ibn Ilyas
Manṣūr ibn Muḥammad ibn Aḥmad ibn Yūsuf Ibn Ilyās (arabisch منصور ابن محمد ابن احمد ابن يوسف ابن الياس) war ein persischer Arzt aus Schiras, der im 14./15. Jahrhundert während der Herrschaft der Timuriden lebte. Er veröffentlichte einen Atlas der menschlichen Anatomie, persisch تشریح بدن انسان, DMG Tašrīḥ-i badan-i insān, ‚Der Bau des menschlichen Körpers‘, auch bekannt als persisch تشریح منصوری, DMG Tašrīḥ-i Manṣūri, ‚Die Anatomie des Mansur‘.

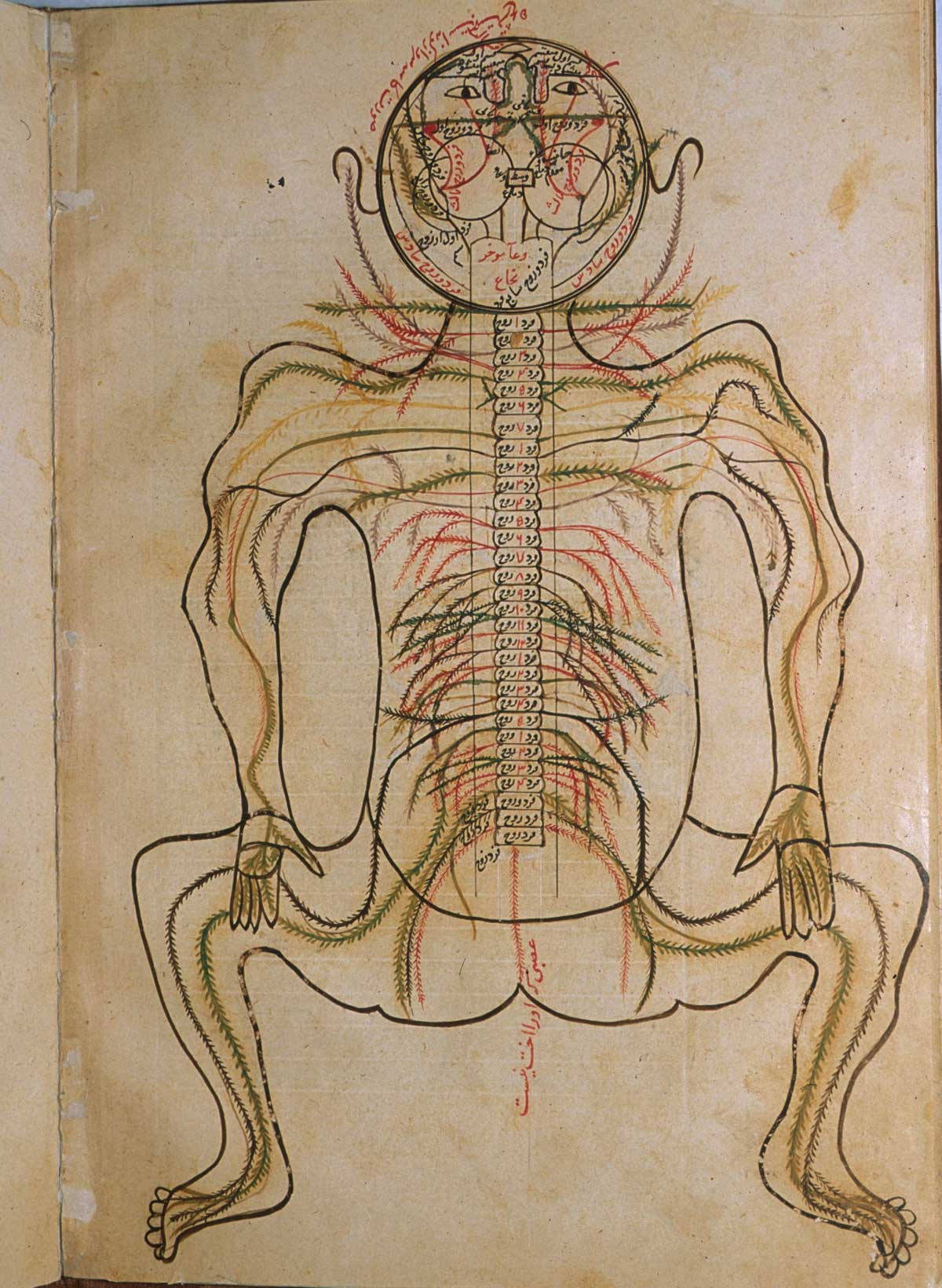
Seite aus dem Tašrīḥ-i Manṣūri, ca. 1450, U.S. National Library of Medicine.

## Leben
Mansur ibn Ilyas wurde Mitte des 14. Jahrhunderts in der persischen Stadt Schiras, in der Provinz Fars in einer wohlhabenden Familie geboren. Seine erste Ausbildung erhielt er wahrscheinlich in seiner Familie, deren Mitglieder ebenfalls Gelehrte, Ärzte und Richter waren. Bekannt ist, dass er später in mehrere andere Städte reiste, darunter mehrmals nach Täbris, die Hauptstadt der Timuriden, und ein wissenschaftliches und künstlerisches Zentrum seiner Zeit.

## Werke
Mansur ist der Autor mehrerer medizinischer Manuskripte, darunter eine allgemeine Übersicht über das medizinische Wissen, das Kifaya-yi Mansuri (persisch کفایه منصوری). Sein bekanntestes Werk ist das Taschrih-i Mansuri, ein systematisches anatomisches Werk mit farbigen Illustrationen der verschiedenen Organsysteme. Seine Arbeiten stehen in der Tradition des Hippokrates, Ibn Sina und Rhazes.

### Tashrīḥ-i badan-i insān– die Anatomie des Mansur
Die „Anatomie des Mansur“ (persisch تشریح بدن انسان, DMG Tašrīḥ-i badan-i insān, ‚Der Bau des menschlichen Körpers‘) entstand im Auftrag von Zayn al-Abidin, dem letzten Gouverneur der Muzaffariden-Dynastie. Das Manuskript besteht aus etwa 40 Folioblättern und enthält sieben Abschnitte: Einführung, fünf Kapitel zum Skelett-, Nerven-, Muskel-, Venen- und Arteriensystem, sowie einem Anhang zur Entwicklung des Fötus und zu Organen wie dem Herz und dem Gehirn. Er diskutiert die Organe nach Gruppen, die er entsprechend ihrer Wichtigkeit für das Leben des menschlichen Körpers ordnet:
- Atemwege;
- Ernährungssystem;
- Wahrnehmung;
- Fortpflanzung,

Die Anatomie des Mansur ist eines der ersten farbig illustrierten anatomischen Werke der persisch-arabisch-islamischen Medizin.
Ärzte und Philosophen dieser Zeit diskutierten darüber, ob sich beim Fötus zuerst das Herz oder das Gehirn bilden würde. Auch Mansurs Anatomie behandelt diese Diskussion ausführlich. Er spricht sich dafür aus, dass sich zuerst das Herz ausbildet, und widerspricht damit Hippokrates, der dem Gehirn Vorrang einräumte. Mansurs Argument war, dass der Samen aus dem Element Luft und starker Hitze bestehe, die zusammen das Pneuma bildeten, welches einen Behälter brauche, um sich nicht wieder aufzulösen. Das Pneuma sei im Herzen enthalten, der natürlichen Quelle der Hitze im Körper, und erschaffe und nähre vom Herzen aus den Körper. Als Nächstes bilde sich die Leber, die Nahrungsquelle des Körpers. Das Gehirn schließlich enthalte die Sinne, und diese gäben dem Körper das Leben. Wenn, wie Hippokrates behauptete, das Gehirn zuerst entstünde, dann hätte es nichts, um die Entstehung weiterer Organe einzuleiten. Das Herz müsse sich vor dem Gehirn bilden, damit das Gehirn dann seine Kräfte dem übrigen Körper übertragen könne.

## Wirkung
Die Anatomie des Mansur ist nicht das erste anatomische Werk, war aber der erste farbig bebilderte anatomische Atlas der islamischen Medizin und hatte großen Einfluss auf die Vorstellungen von menschlicher Anatomie in dieser medizinischen Tradition. Während seine Abbildungen den Einfluss früherer anatomischer Abbildungstraditionen, besonders der griechischen und römischen Anatomen der Schule von Alexandria erkennen lassen, wird seine Darstellung einer schwangeren Frau als Mansurs eigenes Werk angesehen.

## Digitalisiertes Werk
- Einzelne Seiten aus der „Anatomie des Mansur“ (Historische Anatomie im Web. US National Library of Medicine): Mansur ibn Ilyas: Tashrīḥ-i badan-i insān تشریح بدن انسان online, abgerufen am 28. Dezember 2015.